# Усть-Щугер
Усть-Щугер (коми Тшугӧр, ранее Усть-Щугор) — деревня в Вуктыльском муниципальном округе на востоке Республики Коми. Известна температурным рекордом. Население — 27 человек (2010).
Располагается на левом возвышенном берегу Печоры в 1,5 км ниже устья реки Щугор, на высоте 73 метров над уровнем моря.

## История
Деревня была основана не позднее 1725 года. Изображена на двух картах «Атласа Всероссийской империи» И. К. Кирилова, представленных в Сенат в 1725 и 1726 годах. На первой под названием Усть Щогурска (Ostium Szogursca), на второй под названием Устьщугорска.  
В Атласе Российском 1745 года отсутствует. В то время устье Щугора находилось в Берёзовском уезде Тобольской провинции.
С 1780 года деревня находилась в составе Усть-Сысольского уезда Вологодского наместничества. Упомянута в «Экономических примечаниях к Генеральному межеванию» в 1784 году: деревня Щугор, 13 дворов, 72 жителя (35 мужчин и 37 женщин). На карте Вологодского наместничества из Российского атласа 1792 года обозначена как Щугор.
В 1796 году наместничества были упразднены, Усть-Сысольский уезд вошёл в состав новообразованной Вологодской губернии.
В 1843 году промышленник В. Н. Латкин отметил, что в деревне Усть-Щугоре имелось 22 двора, 113 жителей. По его словам, тут «хлеб не сеют, рыба составляет главный промысел жителей». В 1859 году в деревне Щугорской (Щугур-Дин) было 26 дворов, 167 жителей (71 мужчина, 96 женщин). В 1864 году (по другим данным, в 1862 или 1861) в Щугоре открылось училище, которое было закрыто в 1871 году и переведено в Усть-Нем. В 1867 году закончено строительство деревянной Щугорской Стефановской церкви. В 1875 году земское собрание постановило организовать в Щугоре фельдшерский пункт. В 1886 году открылась церковно-приходская школа. 8 мая 1895 года издано правительственное распоряжение об открытии регулярного движения товаропассажирских пароходов по Печоре от Куи до Щугора. В августе 1895 года в Щугоре начаты метеорологические наблюдения (по другим данным, гидро-метеорологические наблюдения начаты в 1893 году). В 1900 году в результате эпидемии оспы умерло 103 человека. В 1903 году открыто мужское земское училище, в 1904 году — женское земское училище и библиотека. В 1916 году в Щугоре насчитывалось 45 дворов, 193 жителя (76 мужчин, 117 женщин). До середины 1918 года село было центром Щугорской волости Усть-Сысольского уезда. На карте 1918 года обозначено как Щугорское.
В середине 1918 года Усть-Сысольский уезд был передан в состав новообразованной Северо-Двинской губернии, а в ноябре 1918 года Щугорская волость была передана из Усть-Сысольского уезда в состав Чердынского уезда Пермской губернии. В начале марта 1920 года в Усть-Щугоре капитулировал последний белогвардейский гарнизон Северной армии в Коми крае. Летом 1920 года в Чердынском уезде был создан Троицко-Печорский район, в который вошла Усть-Щугорская волость.
В связи с созданием в 1921 году Автономной области Коми (Зырян) в мае 1922 года Щугорская волость была передана в состав Усть-Куломского уезда. В 1926 году в селе Щугоре насчитывалось 52 двора, 197 жителей (84 мужчин, 113 женщин).
В соответствии с постановлением Президиума ВЦИК от 14 января 1929 года было решено на территории РСФСР с 1 октября 1929 года образовать Северный край с центром в Архангельске, в состав которого вошла и Автономная область Коми (Зырян). В 1929 году было проведено реформирование системы административного деления, Коми область разделена на районы, включавшие 135 сельсоветов. 5 апреля 1929 года Щугорская волость была преобразована в Щугорский сельсовет Усть-Куломского района. В 1930 году в Щугоре имелись приемный покой, начальная школа, изба-читальня, пароходная стоянка, потребительское общество, кредитное товарищество, крестьянский комитет общественной взаимопомощи, участок милиции.
В 1931 году Щугорский сельсовет был реорганизован и образованы Усть-Войский и Подчерский сельсоветы. Щугор стал деревней, входящей в состав Усть-Войского сельсовета. В 1931 году из состава Усть-Куломского района был выделен Троицко-Печорский район. Усть-Войский сельсовет был отнесён в подчинение этому району и в его составе находился до 1936 года.
В 1936 году в составе АО Коми (Зырян) был образован Печорский округ для объединения усилий по быстрейшему развитию районов Крайнего Севера автономной области Коми и по созданию топливно-энергетической базы на Европейском Севере. Усть-Войский сельсовет был передан из Троицко-Печорского района в состав Усть-Усинского района Печорского округа.
5 декабря 1936 года в соответствии с новой Конституцией СССР автономная область Коми была преобразована в Коми автономную советскую социалистическую республику (Коми АССР), которая вышла из состава Северного края и перешла в непосредственное подчинение РСФСР. В 1938 году в Усть-Щугоре был организован Верхне-Печорский участок Печорского бассейнового управления пути.
11 марта 1941 года Указом Президиума Верховного Совета РСФСР «Об образовании Кожвинского района в составе Печорского округа Коми АССР» Усть-Войский сельсовет вошёл в состав Кожвинского района Коми АССР. В октябре 1941 года Печорский округ был ликвидирован.
С 25 апреля 1959 года Указом Президиума Верховного Совета РСФСР «О переименовании Кожвинского района и упразднении Усть-Усинского района Коми АССР» Усть-Войский сельсовет вошёл в состав Печорского района.
В 1970 году в Усть-Щугоре жили 199 человек.
С 21 февраля 1975 года Усть-Войский сельсовет, включая деревню Усть-Щугор, вошёл в состав Вуктыльского района. 25 октября 1977 года центр Усть-Войского сельсовета перенесён из села Усть-Воя в посёлок Усть-Соплеск.
В 1977 году написание названия Усть-Щугор изменено на Усть-Щугер. В 1979 году в Усть-Щугере насчитывалось 407 жителей, в 1989 году — 819 (606 мужчин и 213 женщин, 50 % русские).
24 мая 1991 года Коми АССР была преобразована в Коми ССР — республику в составе РСФСР; 12 января 1993 года Коми ССР преобразована в Республику Коми.
В 1992 году в Усть-Щугере насчитывалось 80 жителей, в 1995 году — 64 жителя в 33 хозяйствах. По данным переписи 2002 года, численность населения составляла 41 человек, по данным переписи 2010 года — 27 человек.
До декабря 2015 года деревня Усть-Щугер находилась в составе сельского поселения Усть-Соплеск. В декабре 2015 года статус Вуктыльского района был изменён на городской округ, все существовавшие в составе района сельские поселения были упразднены и деревня Усть-Щугер вошла в состав городского округа Вуктыл. С 1 июня 2023 года муниципальное образование городской округ «Вуктыл» в Республике Коми наделён статусом муниципального округа.

## Сибиряковский тракт
С давних времён был известен путь через Уральские горы между бассейнами Печоры и Оби, который пролегал через устье реки Щугор и достигал реки Ляпин. В 1499 году этим путём шли князь Семён Курбский вместе с П. Ф. Ушатым и В. И. Заболоцким-Бражником в поход за Урал с 5000 устюжан, двинян и вятчан для покорения Югорской земли. В 1884—1888 годах эта дорога была обустроена купцом А. М. Сибиряковым и стала известной как Сибиряковский тракт. По нему сибирские грузы доставлялись в Печорский край, Мезенский уезд, на Мурманский берег, в Северную Норвегию, Данию. А в обратном направлении везли сёмгу, продукцию брусяно-точильного промысла и оленеводства. Для Печорского края, часто страдающего от голода, эта дорога стала спасением, благодаря ей цены на хлеб в крае снизились в 1887 году втрое.
По тракту ездили только зимой, когда замерзали болота и реки. Он представлял собой 180-километровую просеку шириной 6 метров с деревянными гатями на болотах и пятью промежуточными станциями для отдыха ямщиков. Тысяча оленей использовалась для протаптывания дороги по всему волоку от Печоры до Ляпина. Через главный водораздел Уральского хребта тракт проходил по невысокому лесистому перевалу Крест в истоках реки Сёртынья (бассейна Ляпина). Большой деревянный крест сохранился до наших дней.
В XIX веке попытки проложить торговый путь через Урал предпринимались и ранее. Одна из таких дорог пролегала от деревни Щекурья на реке Ляпин через другой, более высокий и безлесый, перевал (Щекурьинский проход) к деревне Аранец на Печоре, но из-за сильных метелей и глубоких снегов торговые обозы нередко погибали на этом перевале.
Сибиряковский тракт успешно действовал до 1898 года. Постройка железной дороги из Западной Сибири через Урал и Европейскую Россию открыла возможность вывозить сибирский хлеб в Западную Европу. Хлеб в Сибири сразу подорожал, переправа его по тракту стала невыгодна, и тракт был заброшен. На сегодняшний день сохранились лишь отдельные участки Сибиряковского тракта.

## Метеорологическая станция
Метеорологическая станция располагается в Усть-Щугере c августа 1895 года (по другим данным, гидро-метеорологические наблюдения начаты здесь в 1893 году). В настоящее время наблюдения производятся в 8 синоптических сроков. Станция «M-2 Усть-Щугор» входит в состав реперной сети, включена в публикацию ВМО № 9 Том С1 для международного обмена. Район расположения станции входит в зону хвойных лесов, почвы в окрестности станции песчано-подзолистые.

### Температурный рекорд
Усть-Щугер является самым холодным местом Европы. 31 декабря 1978 года во время ультраполярного вторжения с Карского моря [см. морозы в СССР (1978—1979)] на одноимённой метеостанции была зафиксирована рекордно низкая температура −58,1 °С. Кроме того, Усть-Щугеру принадлежит абсолютный минимум и некоторых других месяцев на Восточно-Европейской равнине: марта −50,8 °С (1914), ноября −48,8 °С (1917). Минимум января также один из наинизших в республике: −56,9 °С (1973). Любопытно, что в другом ближнем населённом пункте округа — в городе Вуктыле — климат существенно мягче и экстремально низких по сравнению с большинством городов Коми температур не наблюдается, минимум года даже выше, чем в среднем по республике.
| Показатель                                       | Янв.  | Фев.  | Март  | Апр.  | Май  | Июнь | Июль | Авг. | Сен. | Окт.  | Нояб. | Дек.  | Год   |
| ------------------------------------------------ | ----- | ----- | ----- | ----- | ---- | ---- | ---- | ---- | ---- | ----- | ----- | ----- | ----- |
| Средняя температура, °C                          | −27,9 | −26,9 | −22,8 | −15,4 | −1,5 | 10,6 | 14,6 | 10,6 | 2,7  | −11,7 | −21,9 | −28,3 | −11,6 |
| Абсолютный минимум, °C                           | −56,9 | −55   | −50,8 | −38,1 | −24  | −6   | −2,5 | −6,6 | −18  | −35,8 | −48,8 | −58,1 | −58,1 |
| Источник: Среднемесячная температура по месяцам. |       |       |       |       |      |      |      |      |      |       |       |       |       |

## Комментарии
1. ↑  Деревня изображена на двух картах «Атласа Всероссийской империи» И. К. Кирилова, изданных в 1731 году: 
  - под названием Усть Щогурска (Ostium Szogursca) на карте «Тобольской провинции верхняя часть»[6] Петра Чичагова (представлена в Сенат в 1725 году).
  - под названием Устьщугорска на карте «Провинции Соли Камской верхняя часть»[7] (представлена в Сенат в 1726 году[8]) геодезиста Федора Молчанова, работавшего в бассейне верхней Печоры в 1720–1721 годах[9]; вероятное время возникновения деревни — не позднее 1721 года.

В Атласе Российском 1745 года отсутствует. По мнению доктора исторических наук И. Л. Жеребцова, деревня в устье реки Щугор возникла после 1747 года. См. Жеребцов И. Л. Населенные пункты Республики Коми: историко-демографический справочник. — М.: Наука, 2001. — С. 504—505. — 579 с. — ISBN 5-02-008421-2.